# James Murphy (chitarrista)
James Franklin Murphy (Portsmouth, 30 luglio 1967) è un chitarrista e produttore discografico statunitense.
È noto per le sue collaborazioni con Death, Obituary e Testament, oltreché per il suo alto livello tecnico strumentale, caratterizzato da scale veloci e arricchite con armonici e sweep-picking.

## Biografia
James nacque a Portsmouth (Virginia). Musicista autodidatta, si avvicina alla musica all'età di cinque anni e all'età di otto si appassiona di gruppi come Queen, Black Sabbath e AC/DC. Le sue più grandi influenze sono Randy Rhoads, Tony Iommi, Angus Young e Ted Nugent.
Ancora diciannovenne, James inizia la sua carriera musicale con gli Agent Steel, suonando nel disco live Mad Locust Rising: Live at the Hammersmith Odeon June '87. In seguito, Murphy si farà notare, perlopiù, nel genere death metal. Nel 1990 viene reclutato nei Death per suonare in Spiritual Healing (1990) e negli Obituary per Cause of Death. Sempre nello stesso anno, Murphy entrò a far parte dei Cancer, con cui incise l'album Death Shall Rise nel 1991. Nel 1992 dà vita ai Disincarnate, gruppo technical death metal che ebbe breve vita, con un solo album all'attivo: Dreams of the Carrion Kind del 1993. Nel 1994 sostituisce Glen Alvelais nei Testament e suonò in Low (1994), Live at the Fillmore (1995) e The Gathering (1999).
Dal 1997 al 1999 fece parte dei Konkhra, con cui incise due album e un EP, Weed Out the Weak (1997), The Freakshow (1999) e Come Down Cold (1999). Nel 1998 partecipò, come ospite, al disco Age of Impact degli Explorers Club, un progetto di musicisti virtuosi incentrato sul batterista Terry Bozzio, sul bassista Billy Sheehan e sui fratelli Trent e Wayne Gardner, rispettivamente tastierista e chitarrista. Tra gli altri ospiti sono da citare, James LaBrie, John Petrucci e Steve Howe. Ha collaborato anche ai dischi tributo di Rush e Judas Priest ed ha inciso due album solisti, Convergence (1996) e Feeding the Machine (1999), due album di metal sperimentale, dove Murphy mostra il suo grande talento e anche simpatie per la musica elettronica e per il progressive rock.
Negli ultimi anni, James ha dovuto interrompere il suo lavoro a causa di un tumore al cervello che è riuscito, fortunatamente, a guarire. Nel 2004 ha iniziato a preparare un disco tributo a Chuck Schuldiner dei Death chiamato Within The Mind nel quale musicisti provenienti da altre band metal e lo stesso Murphy incisero pezzi storici dei Death. Alcune tracce sono state già registrate. Ad esempio è possibile vedere online dei brevi spezzoni delle registrazioni di batteria di uno dei pezzi che saranno inclusi nel tributo ad opera di Richard Christy, già nei Death originali in The Sound of Perseverance e in The Fragile Art of Existence dei Control Denied.
Il progetto ha subito un brusco fermo a causa proprio del tumore di Murphy ed è tuttora congelato. Attualmente lavora al Sound Temple Studio, dove produce album per vari gruppi e pubblica lezioni di chitarra per la rivista Guitar Player.

## Discografia

### Agent Steel
- 1987 – Mad Locust Rising: Live at the Hammersmith Odeon June '87

### Cancer
- 1991 – Death Shall Rise

### Death
- 1990 – Spiritual Healing

### Disincarnate
- 1993 – Dreams of the Carrion Kind

### Konkhra
- 1997 – Weed Out the Weak
- 1999 – The Freakshow (EP)
- 1999 – Come Down Cold

### Obituary
- 1990 – Cause of Death

### Testament
- 1994 – Low
- 1995 – Live at The Fillmore
- 1999 – The Gathering

### Explorers Club
- 1998 – Age of Impact

### Solista
- 1996 – Convergence
- 1999 - Feeding the Machine

### Album tributo
- 1996 – A Tribute to Rush - Working Man - nei brani La Villa Stangiato (assolo finale e tastiere), Anthem, Natural Science, YYZ e Red Barchetta
- 1998 – A Tribute to Judas Priest Legends of Metal vol.1 - suona Rapid Fire con i Testament
- 1999 – For Lucio Fulci "A Symphony Of Fear" - nel brano "Irrealtà di Suoni/Paura Vivente"
- 1999 – Tribute to the Titans - chitarra ritmica nella prima traccia